# Hello, Mabel
Hello, Mabel (também conhecido como On a Busy Wire) é um filme em curta-metragem dos Estados Unidos de 1914, do gênero comédia, produzido e dirigido por Mack Sennett e estrelando Mabel Normand. O elenco de apoio apresenta Charley Chase, Al St. John, Minta Durfee e Mack Swain.